# Ordonho II de Leão

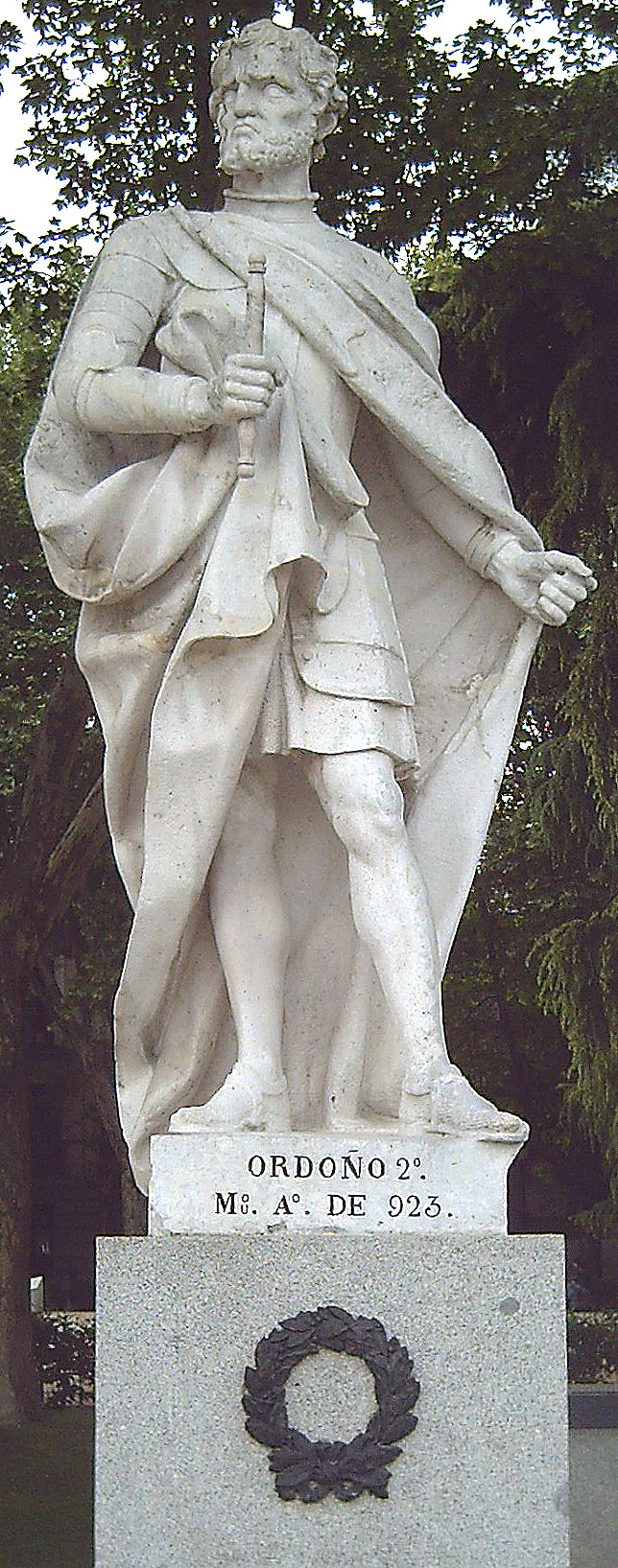
Estátua de Ordonho II em Madrid (L.S. Carmona, 1750-53).

Ordonho II da Galiza e Leão (c. 873 - Leão, 924), foi rei da Galiza (910-924) e de Leão (914-924).
Seu pai o rei Afonso III das Astúrias, à sua morte repartiu o reino pelos três filhos, tendo a Ordonho II cabido em testamento o Reino da Galiza. Pela morte sem herdeiros do seu irmão Garcia I de Leão, que herdara a coroa leonesa, Ordonho II assumiu também este reino.

## Biografia
Foi tido como sendo um governante enérgico e resoluto que submeteu à sua autoridade não apenas os territórios do reino de Leão mas estabeleceu um estado de luta quase constante e com sucesso contra os muçulmanos, que ainda dominava a maior parte da Península Ibérica.
O seu reinado marcou o tácito e silencioso trânsito entre o "regnum Asturum" o "Legionis regnum", com a sede real e definitivamente estabelecida na cidade de Leão.
Nasceu por volta de 873, data que o torna no segundo filho do rei Afonso III das Astúrias, "o Grande", Rei das Astúrias e sua esposa, a rainha Jimena Garcês de Pamplona. Pelo lado do pai era neto do rei Ordonho I das Astúrias e sua esposa, a rainha Nuña.
Ele foi educado por Banu Cassi de Zaragoza, tendo colaborado no trabalho de governação durante o reinado de seu pai, chegando, ainda no tempo de vida de seu pai a ocupar o governo da Galiza.
Dirigiu pessoalmente por volta do ano 910, uma expedição militar contra os muçulmanos do sul da Península Ibérica, tendo chegado à cidade de Sevilha, destruindo e saqueando o Bairro de Regel, "considerado um dos mais fortes e mais opulentos", conforme o relato feito na Crónica Silense também denominada História Seminense, documento medieval que relata em latim a história da Península Ibérica a partir do Reino visigodo (409 - 711) até aos primeiros anos do reinado de Afonso VI de Leão e Castela (1065 - 1073).

## Matrimónio e descendência
Casou por três vezes, a primeira cerca de 892 com Elvira Mendes, filha de Hermenegildo Guterres, Conde de Coimbra e de Ermesinda Gatones, da qual teve:
1. Sancho Ordonhes, rei da Galiza (895 – 929).
2. Afonso IV de Leão, rei de Leão (900 - 932) casou com Onneca Sanches de Pamplona (905 - 931), filha de Sancho Garcês I de Pamplona,[2] rei de Pamplona (c. 860 — 10 de Dezembro de 925) e de Toda Aznares (880 -?).
3. Ramiro II de Leão, rei de Leão (900 - 965) casado por duas vezes, a primeira em 925 com Ausenda Guterres (c. 900 - 931), filha de Guterre Ozores de Coimbra (880 - 933) e de Aldonça Mendes de Coimbra (882 - 942), e a segunda em 930 com Urraca Sanchez de Pamplona (morta depois de 936), filha de Sancho Garcês I de Pamplona e de Toda Aznares.
4. Garcia.
5. Jimena.

O segundo casamento foi com Aragonta Gonçalves, filha do conde de Deza, Gonçalo Afonso Betote e de Tereza Eris, de quem não teve filhos.
O terceiro casamento com Sancha Sanches de Pamplona, filha do rei de Pamplona, Sancho Garcês I de Pamplona, também não gerou descendência, pelo que o trono foi assumido pelo seu terceiro irmão, Froila II das Astúrias e Leão (ao invés dos filhos do seu primeiro casamento).